# (10444) de Hevesy
(10444) de Hevesy  es un asteroide perteneciente al cinturón de asteroides, descubierto el 30 de septiembre de 1973 por Cornelis Johannes van Houten e Ingrid van Houten-Groeneveld sobre placas de Tom Gehrels desde el Observatorio de Palomar, en Estados Unidos.

## Designación y nombre
El asteroide de Hevesy se designó inicialmente como 3290 T-2.
Más adelante fue nombrado en honor al quimicofísico sueco de origen húngaro George Hevesy (1885-1966).

## Características orbitales
Orbita a una distancia media del Sol de 3,1825 ua, pudiendo acercarse hasta 3,0413 ua y alejarse hasta 3,3237 ua. Tiene una excentricidad de 0,0443 y una inclinación orbital de 6,2681° grados. Emplea en completar una órbita alrededor del Sol 2073 días.

## Características físicas
Su magnitud absoluta es 13,2. Tiene 13,022 km de diámetro. Su albedo se estima en 0,059.